# Калуцикос
Калуцикос (грч. Καλούτσικος) је приморско насељено место у општини Касандра у периферији Средишња Македонија, Грчка. Према попису из 2021. године било је 75 становника.
Насеље је подигнуто седамдесетих година 20. века и први пут се помиње на попису из 1981. године са четири становника.